# 西成
西成是中国广东省广州市从化区的一个自然村。在太平镇北面约300米，属太平村管辖。清朝建村。1998年时，全村人口150人。